# Reserva Nacional de Investigación Estuarina de la Bahía Weeks
La reserva nacional de investigación estuarina de la Bahía Weeks (en inglés: Weeks Bay National Estuarine Research Reserve) es un laboratorio de campo e instalación de investigación ubicada lo largo del estuario de la Bahía Weeks en Alabama. Tiene aproximadamente 2430 ha de tamaño. La reserva pertenece al Sistema Nacional de Reservas de Investigación Estuarina de Estados Unidos, la decimosexta creada, establecida en 1 de febrero de 1986.
Recibe agua dulce de los ríos Magnolia y Fish, y drena 512,8 km² de cuenca hidrográfica en la parte de la bahía de Mobile través de una abertura estrecha. Este subestuario de la Bahía de Mobile tiene un promedio de solo 1,5 km de profundidad y está bordeado por pantanos (Spartina, Juncus) y humedales boscosos (pino, roble, magnolia, arce, ciprés, arándano, tupelo y otros). Las tierras de la reserva también incluyen bosques de frondosas tierras altas y bajas, pantanos de agua dulce (Typha, Cladium), vegetación acuática sumergida (Ruppia, Valisneria) y hábitats de pantanos únicos (Sarracenia, Drosera). Weeks Bay es un vivero fundamental para el camarón, la anchoa de la bahía, el cangrejo azul y multitud de otros peces, crustáceos y mariscos que sustentan pesquerías comerciales sólidas que proporcionan $450 millones al año para Alabama.
La reserva de la Bahía Weeks incluye más de 2430 ha de humedales costeros y fondos de agua que proporcionan hábitats ricos y diversos para una variedad de peces, crustáceos y mariscos, así como muchas plantas únicas y raras. El estuario de la Bahía Weeks, «donde los ríos se encuentran con el mar», es un sitio importante de investigación científica sobre ecología estuarina. El Centro de Interpretación de la Bahía Weeks ofrece al público oportunidades para aprender sobre los hábitats costeros a través de su exhibición, exhibiciones de animales vivos y colecciones de animales y plantas regionales. Los senderos naturales autoguiados atraviesan humedales, marismas, turberas y bosques.
En 2014, la Reserva se unió a otros grupos de conservación para asegurar una extensión de tierra que ahora protege los bosques marinos no desarrollados cerca de la bahía. La Fundación Bahía Weeks es un miembro plenamente acreditado de The Land Trust Alliance.